# 寛永寺

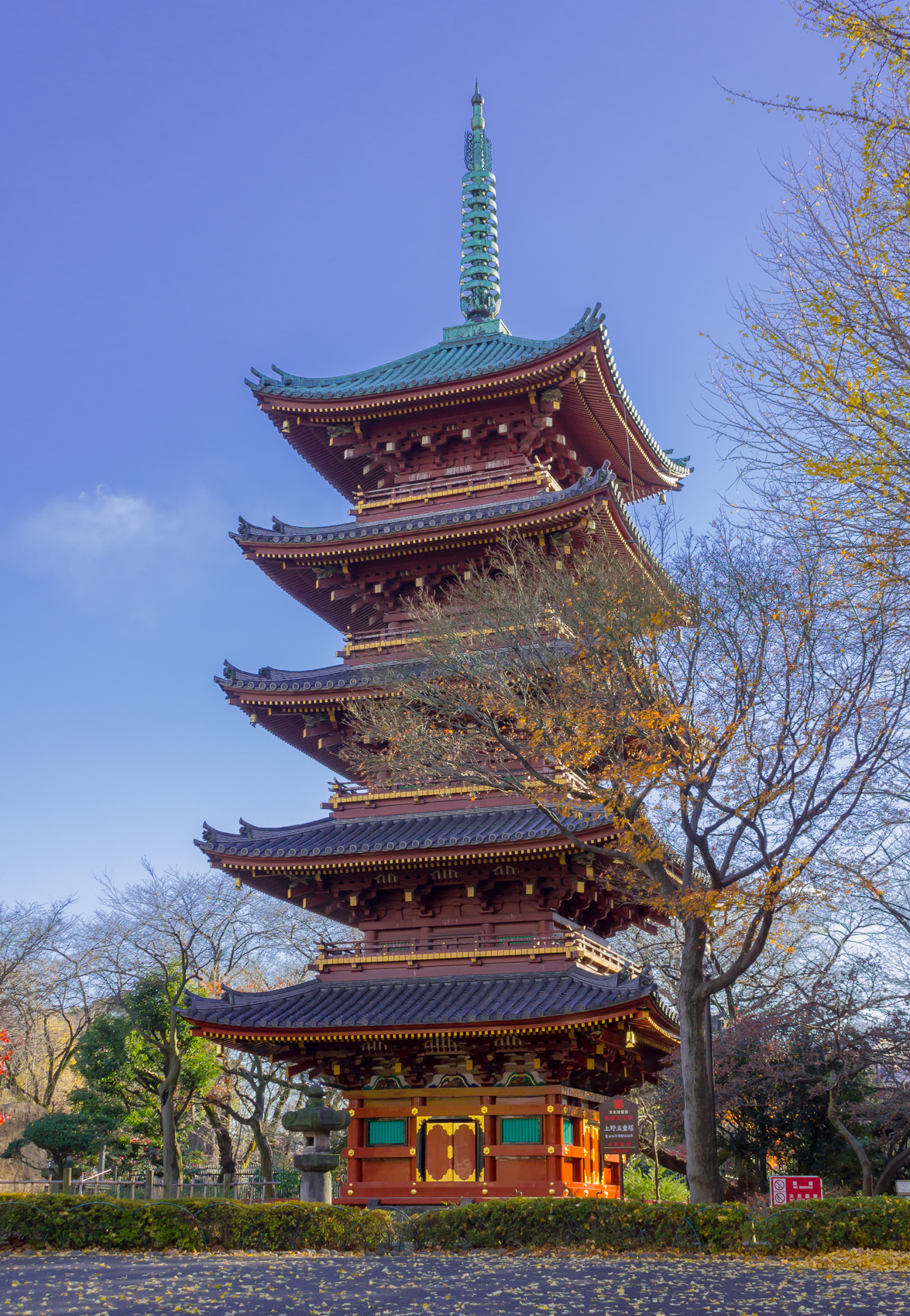
旧寛永寺五重塔（重要文化財）

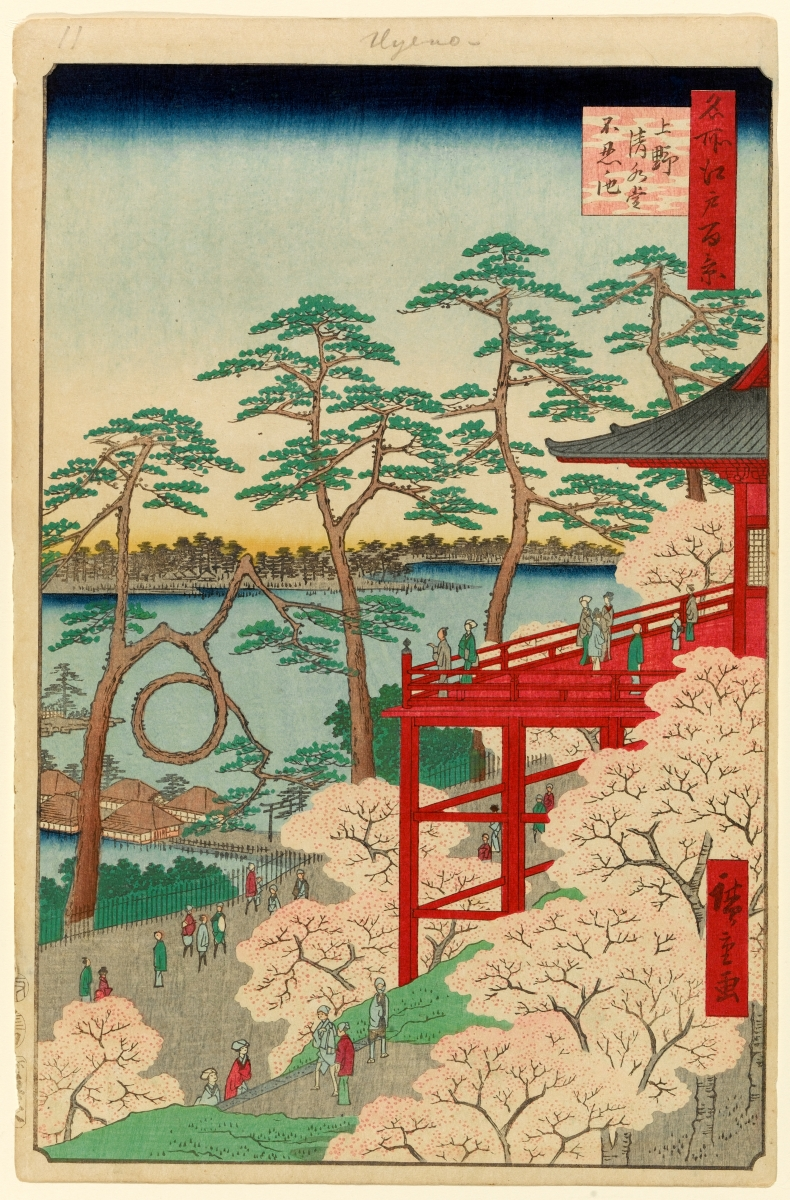
広重『名所江戸百景』より寛永寺清水観音堂が描かれた「上野清水堂不忍ノ池」。

寛永寺（かんえいじ）は、東京都台東区上野桜木一丁目にある天台宗関東総本山の寺院。山号は東叡山（とうえいざん）。東叡山寛永寺円頓院と号する。開基（創立者）は江戸幕府3代将軍の徳川家光であり、開山（初代住職）は天海、本尊は薬師如来である。
徳川将軍家の祈祷所・菩提寺であり、徳川歴代将軍15人のうち6人が寛永寺に眠る。17世紀半ばからは皇族が歴代住職を務めて朝廷との繋がりが深かった。日光山、比叡山をも管轄する天台宗の本山として近世には強大な権勢を誇ったが、幕末の動乱期に主要な伽藍が焼失した。かつての境内の大部分は上野公園となっている。

## 歴史

### 創建と伽藍整備
江戸にあった徳川家の菩提寺のうち、増上寺は中世から存在した寺院であったが、寛永寺は天海を開山とし、徳川家により新たに建立された寺院である。徳川家康・秀忠・家光の3代の将軍が帰依していた天台宗の僧・南光坊天海は江戸城の鬼門の方角を憂慮し、そのことを知った秀忠は、元和8年（1622年）、現在の上野公園の地を天海に与えた。当時この地には伊勢津藩主・藤堂高虎、弘前藩主・津軽信枚、越後村上藩主・堀直寄の3大名の下屋敷があったが、それらを収公して寺地にあてたものである。秀忠の隠居後、寛永2年（1625年）、3代将軍徳川家光の時に今の東京国立博物館の敷地に本坊（貫主の住坊）が建立された。この年が寛永寺の創立年とされている。
創建当時の年号をとって「寛永寺」とすることを許され、京の都の鬼門（北東）を守る比叡山にならい、「東の比叡山」という意味で山号を「東叡山」とした。
寛永寺の伽藍は延暦寺の様式に準じて造営された。寛永4年（1627年）には法華堂、常行堂、多宝塔、輪蔵、東照宮などが、寛永8年（1631年）には清水観音堂・五重塔が、根本中堂の建設は5代将軍徳川綱吉の時代、元禄10年7月1日に柳沢吉保が惣奉行を拝命し開始され、元禄11年（1698年）8月11日に上棟式が行われ落成した。
位置関係では、根本中堂と護国寺、根本中堂と浅草寺を結ぶ線は一直線につながる。また、根本中堂は日光の表参道の延長線上に存在している。

### 寛永寺と増上寺
近世を通じ、寛永寺は徳川将軍家はもとより諸大名の帰依を受け、大いに栄えた。ただし、創建当初の寛永寺は徳川家の祈祷寺ではあったが、菩提寺という位置づけではなかった。徳川家の菩提寺は2代将軍秀忠の眠る、芝の増上寺（浄土宗寺院）だったのである。しかし、3代将軍家光は天海に大いに帰依し、自分の葬儀は寛永寺に行わせ、遺骸は家康の廟がある日光へ移すようにと遺言した。その後、4代家綱、5代綱吉の廟は上野に営まれ、寛永寺は増上寺とともに徳川家の菩提寺となった。当然、増上寺側からは反発があったが、6代将軍家宣の廟が増上寺に造営されて以降、歴代将軍の墓所は寛永寺と増上寺に交替で造営することが慣例となり、幕末まで続いた。また、吉宗以降は幕府財政倹約のため、寛永寺の門の数が削減されている。

### 輪王寺宮
寛永寺では第三代以降幕末まで歴代の住職に法親王が就任した。
寛永20年（1643年）、天海が没した後、弟子の毘沙門堂門跡・公海が2世貫主として入山。その後を継いで3世貫主となったのは、後水尾天皇第3皇子の守澄法親王である。法親王は承応3年（1654年）、寛永寺貫主となり、日光山主を兼ね、翌明暦元年（1655年）には天台座主を兼ねることとなった。
以後、幕末の15世公現入道親王（北白川宮能久親王）に至るまで、皇子または天皇の猶子が寛永寺の貫主を務めた。貫主は「輪王寺宮」と尊称され、水戸・尾張・紀州の徳川御三家と並ぶ格式と絶大な宗教的権威をもっていた。

#### 三山管領宮
歴代輪王寺宮は、一部例外もあるが、原則として天台座主を兼務し、東叡山・日光山・比叡山の3山を管掌することから「三山管領宮」とも呼ばれた。東国に皇族を常駐させることで、西国で皇室を戴いて倒幕勢力が決起した際には、関東では輪王寺宮を「天皇」として擁立し、気学における四神相応の土地相とし、徳川家を一方的な「朝敵」とさせない為の安全装置だったという説もある（「奥羽越列藩同盟」、「北白川宮能久親王（東武皇帝）」参照）。

#### 歴代寛永寺貫首（輪王寺宮）
1. 天海
2. 公海
3. 守澄法親王（第179世天台座主。輪王寺宮門跡の始まり。後水尾天皇第3皇子）
4. 天真法親王（後西天皇第5皇子）
5. 公弁法親王（第188、190世天台座主。後西天皇第6皇子。赤穂事件で将軍徳川綱吉の諮問を受ける）
6. 公寛法親王（第196、199世天台座主。東山天皇第3皇子）
7. 公遵法親王（第203、206世天台座主。中御門天皇第2皇子）
8. 公啓法親王（第208世天台座主。閑院宮直仁親王第2王子）
9. 公遵法親王 (再任)
10. 公延法親王（第213世天台座主。閑院宮典仁親王第4王子）
11. 公澄法親王（第216世天台座主。伏見宮邦頼親王第2王子）
12. 舜仁入道親王（第226世天台座主。有栖川宮織仁親王第4王子。)
13. 公紹法親王（有栖川宮韶仁親王第3王子）
14. 慈性入道親王（第230世天台座主。有栖川宮韶仁親王第2王子）
15. 公現入道親王（のち還俗して北白川宮能久親王）

### 衰退と復興

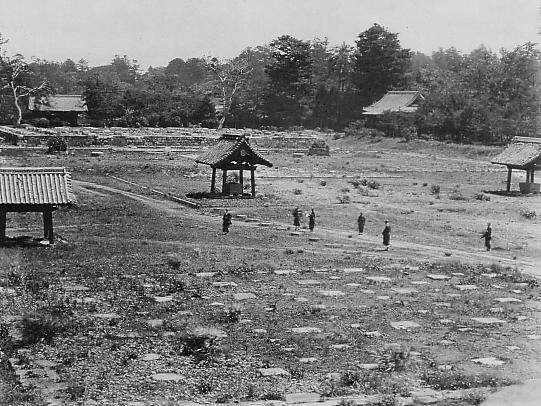
上野戦争後、焼け野原になった境内

江戸時代後期、最盛期の寛永寺は寺域30万5千余坪、寺領11,790石を有し、子院は36か院に及んだ（現存するのは19か院）。現在の上野公園のほぼ全域が寺の旧境内であり、最盛期には、さらにその2倍の面積の寺地を有していた。例えば、現在の東京国立博物館の敷地は寛永寺本坊跡であり、博物館南側の大噴水広場は、根本中堂のあったところである。
江戸時代には飛鳥山と並ぶ桜の名所として知られており、庶民の行楽地であった。
しかし、上野の山は、幕末の慶応4年（1868年）、彰義隊の戦（上野戦争）の戦場となり、根本中堂をはじめ主要な堂宇を焼失し、残された建物は五重塔、清水堂、大仏殿などだけとなった。明治維新後、寺領は没収され、輪王寺宮は還俗、1873年（明治6年）には旧境内地が公園用地に指定されるなどして、廃寺状態に追い込まれるが、1875年（明治8年）に再発足。江戸時代の境内地だった場所は、上野公園や上野駅の用地となり大きく変貌をとげた。1879年（明治12年）子院の1つの大慈院があった場所に川越の喜多院（天海が住していた寺）の本地堂を移築して本堂（根本中堂）とし、復興の途についた。
太平洋戦争中の東京大空襲では、当時残っていた徳川家霊廟の建物の大部分が焼失した。2度の戦災をまぬがれたいくつかの古建築は、上野公園内の各所に点在している。

## 伽藍

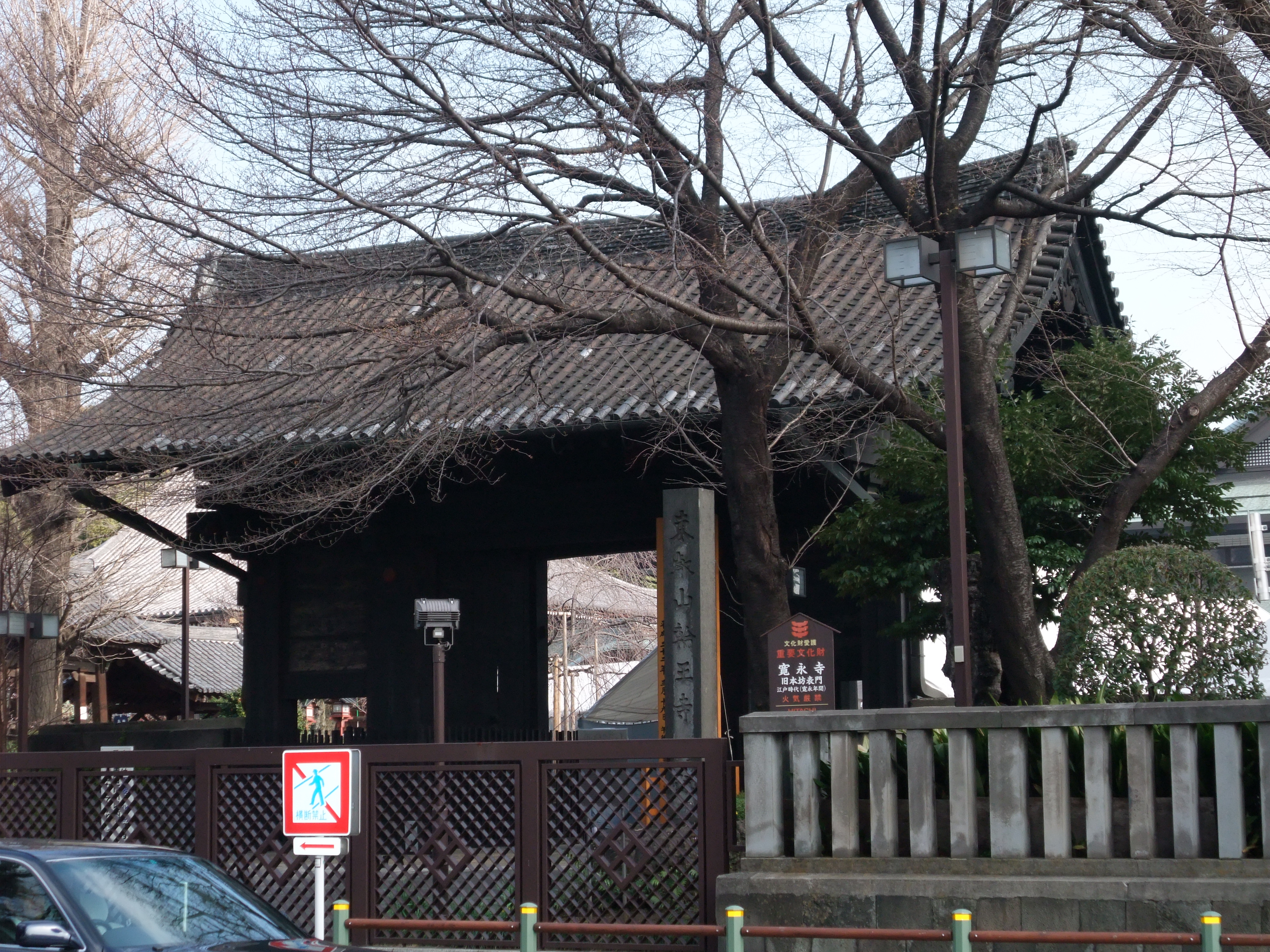
旧本坊表門（重要文化財）

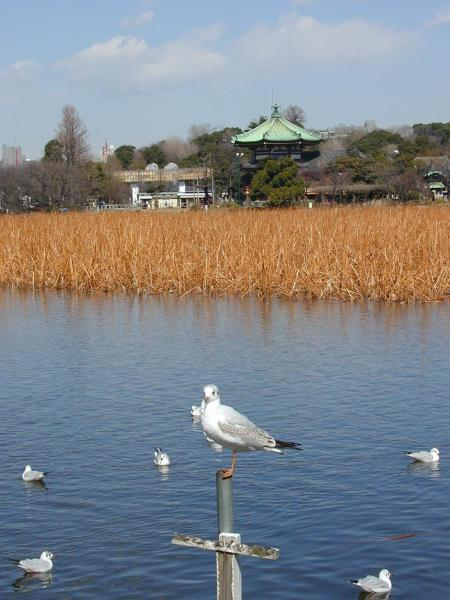
不忍池と弁天堂

### 現存する伽藍
- 本堂（根本中堂） - 東京芸術大学上野キャンパス音楽学部の裏手にある。現在の堂は、寛永寺の子院・大慈院のあった敷地に、1879年（明治12年）、川越喜多院の本地堂を移築したもので、寛永寺本来の建物ではない。内陣には厨子内に秘仏本尊薬師三尊像を安置する（堂内は一定の時期に入ることができる）。上野公園内の清水堂、弁天堂などのにぎわいに比し、本堂周辺を訪れる人は多くない。
- 書院 - 本堂裏手にあり、徳川慶喜が水戸退去の前に、2か月ほど蟄居していた部屋（葵の間、あるいは蟄居の間）が保存されている（非公開）。
- 旧本坊表門（北緯35度43分00秒 東経139度46分39.9秒 / 北緯35.71667度 東経139.777750度） - 重要文化財。通称黒門。東京国立博物館の輪王寺にある。寛永年間の建造物で、もとは博物館正門の位置にあった。
- 清水観音堂（北緯35度42分45.4秒 東経139度46分24.8秒 / 北緯35.712611度 東経139.773556度） - 重要文化財。上野公園内、西郷隆盛銅像の近くにあり、千手観音を祀る。寛永8年（1631年）の建築で、当初は摺鉢山古墳の位置にあったが、中堂建立に伴い現在地に移築された。規模は小さいとはいえ、京都の清水寺本堂と同様の懸造建築である。江戸三十三観音札所の第6番。
- 弁天堂（北緯35度42分43.6秒 東経139度46分16秒 / 北緯35.712111度 東経139.77111度） - 上野公園南側にある不忍池の弁天島（中之島）に、天海が竹生島の宝厳寺の弁才天を勧請して建立。島は常陸下館藩主水谷勝隆が築いたもので、当初は橋がなく、舟で参詣していた。当初の建物は入母屋造であったが、1945年（昭和20年）3月10日の東京大空襲で焼失し、1958年（昭和33年）9月[5]に鉄筋コンクリート造の八角堂として再建された。
- 旧寛永寺五重塔（北緯35度42分56.2秒 東経139度46分18.4秒 / 北緯35.715611度 東経139.771778度） - 重要文化財。寛永8年（1631年）建立の初代の塔が寛永16年（1639年）に焼失した後、同年ただちに下総古河城主土井利勝によって再建された。塔は旧境内地を使って作られた恩賜上野動物園の園内に位置しており、1958年に寺が寄付したため、現在の所有者は東京都になっている（名称に「旧」とつくのはそのため）。塔の初重に安置されていた釈迦如来・薬師如来・弥勒菩薩・阿弥陀如来の四仏は、東京国立博物館に寄託されている。
- 東照宮（北緯35度42分55.3秒 東経139度46分14.1秒 / 北緯35.715361度 東経139.770583度） - 別項「上野東照宮」を参照。
- 時の鐘（北緯35度42分51.2秒 東経139度46分21秒 / 北緯35.714222度 東経139.77250度） - 上野公園内、精養軒の近くにある鐘楼。現在ある鐘は天明7年（1787年）の作。
- 大仏山パゴダ（北緯35度42分52秒 東経139度46分21.9秒 / 北緯35.71444度 東経139.772750度） - 時の鐘の近くにあり、1967年（昭和42年）の建立。もと上野東照宮本地堂（神仏分離の際に破壊）の本尊であった薬師三尊像（江戸時代初期）を祀る。
- 上野大仏 - 寛永8年（1631年）、堀直寄の寄進で最初の大仏が造られた。以後、地震、火災等で消滅と再興を繰り返し、現在は顔の部分のみが大仏山パゴダ脇に保存されている。

### 旧伽藍

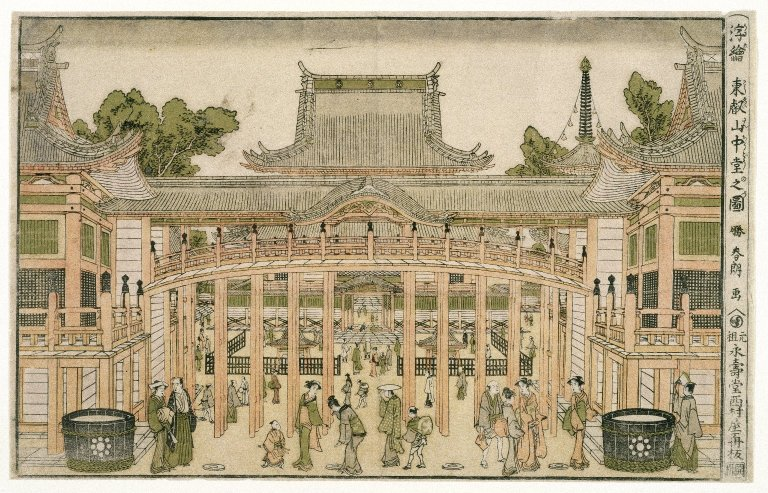
葛飾北斎筆 東叡山中堂之図

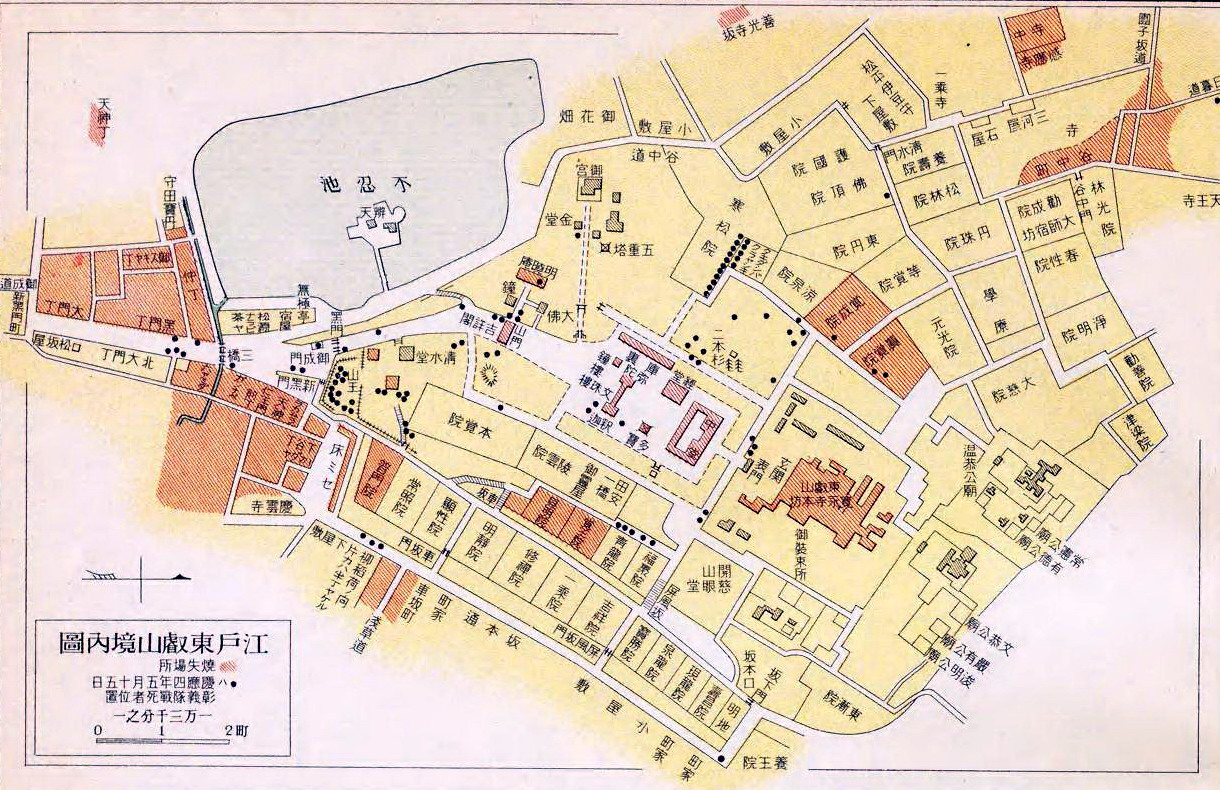
幕末の寛永寺付近の地図（大日本読史地図より）

すでに述べたように、現在の上野公園のほぼ全域が往時の寛永寺の境内であった。松坂屋上野店あたりから上野公園入口あたりの道をかつて「広小路」と称したが、これは将軍が寛永寺にある徳川秀忠らの霊廟に参詣するための参道であり、防火の意味で道幅を広げていたため、広小路と呼ばれた。
上野公園入口付近には「御橋」または「三橋」と称する橋があって寺の正面入口となっており、その先に総門にあたる「黒門」があった。上野公園内中央を通り、大噴水、東京国立博物館方面へ向かう道がかつての参道であり、文殊楼、その先に法華堂と常行堂、多宝塔、輪蔵、根本中堂、本坊などがあった。その周囲には清水観音堂（現存）、五重塔（現存）、東照宮（現存）、不忍池の中島に建つ弁天堂（現存するが20世紀の再建）などが建ち、また、36か院にのぼる子院があった。
天海は江戸と寛永寺との関係を、京都と比叡山の関係になぞらえて構想していた。すなわち、根本中堂、法華堂、常行堂などは比叡山延暦寺にも同名の建物があり、清水観音堂は京都の清水寺になぞらえたもの（傾斜地に建つ建築様式も類似する）、不忍池と中島の弁天堂は、琵琶湖とそこに浮かぶ竹生島宝厳寺の弁才天にならったものである。
かつて存在した建物
- 根本中堂 - 他の諸堂より遅れて元禄11年（1698年）落慶。現在の上野公園大噴水のあたりにあり、重層入母屋造、間口45.5メートル、奥行42メートル、高さ32メートルという壮大な規模の仏堂であった。中堂前には方形に回廊をめぐらし、正面に唐門を設けていた。
- 本坊 - 根本中堂の裏、現在の東京国立博物館の敷地にあった。前述のとおり、正門のみが上野戦争で焼け残り、しばらくは博物館の正門として使用されていたが、その後博物館の東の輪王寺に移築されている。博物館本館裏の日本庭園は寛永寺本坊庭園の名残りである。
- 法華堂・常行堂 - 入母屋造の同形の仏堂2棟を左右に並べ、その間を屋根付きの高廊下で繋いだもので、参詣者は高廊下の下をくぐって根本中堂へ向かった。寛永4年（1627年）、紀州藩主の徳川頼宣と尾張藩主の徳川義直の寄進で建立されたものである。寛永期を描いた『江戸図屏風』には中堂の位置にある。
- 文殊楼 - 入母屋造重層の門。寛永4年（1627年）建立の仁王門が貞享2年（1688年）焼失した後、元禄10年（1697年）に建てられたが、上野戦争で焼失した。
- 黒門 - かつての総門。現在の上野公園入口から噴水広場へ至る広い道の途中、清水観音堂の下あたりにあったもので、簡素な冠木門であった。幕末の上野戦争には焼け残ったが、1907年（明治40年）、東京都荒川区の円通寺に移築され、同所に現存する。彰義隊戦士の遺骸が円通寺に葬られた縁で移築されたもので、門には上野戦争の時の弾痕が多数残る。なお、現在、清水観音堂近くにある黒門は復元されたものである（既述の旧本坊表門も黒門と通称されるが別個の門である。）。

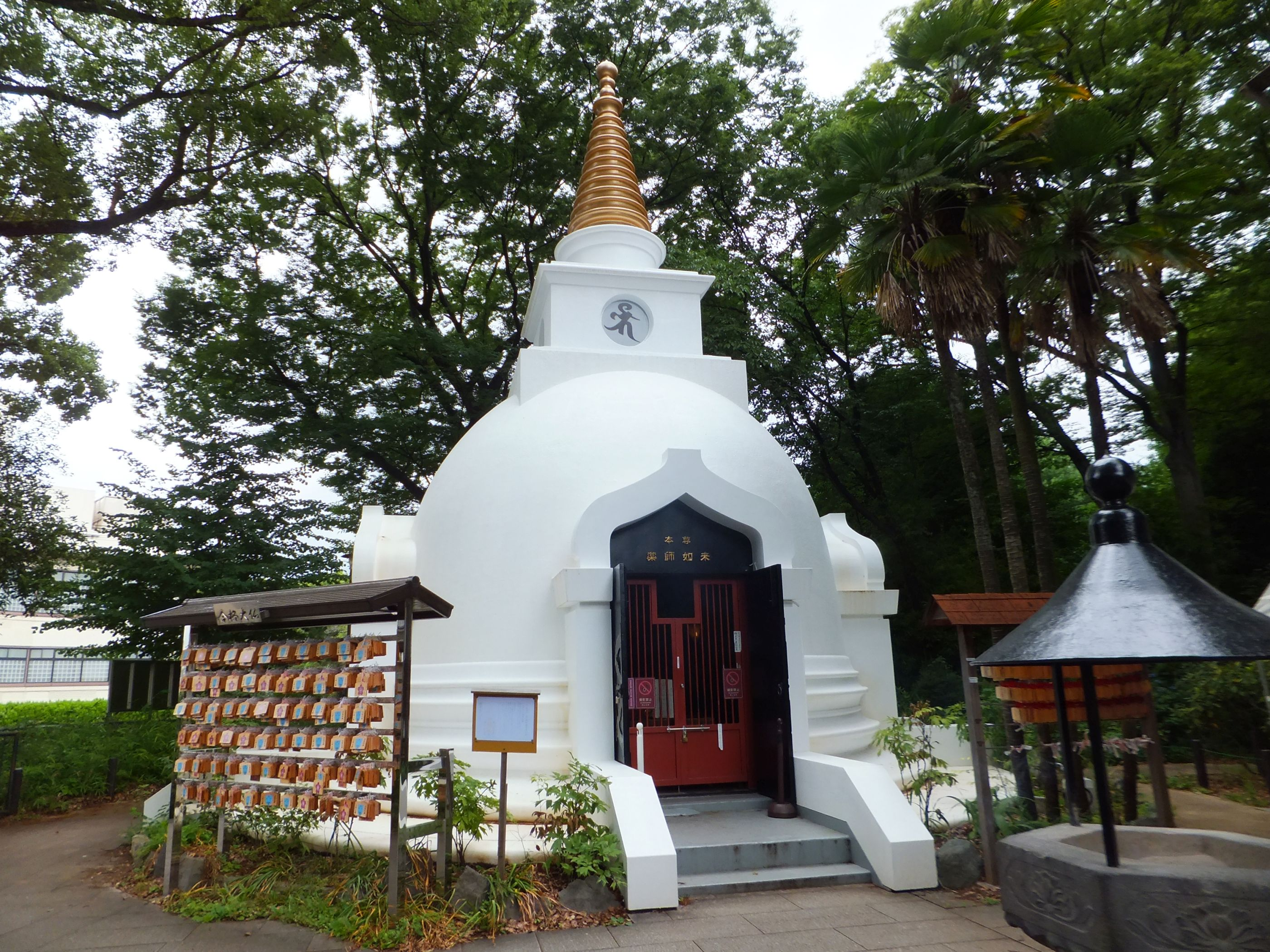
大仏山パゴダ
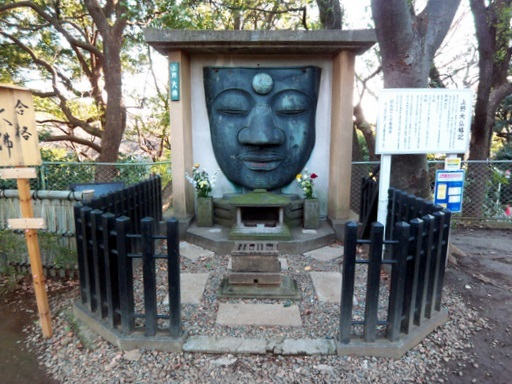
上野大仏（面部のみ残存）
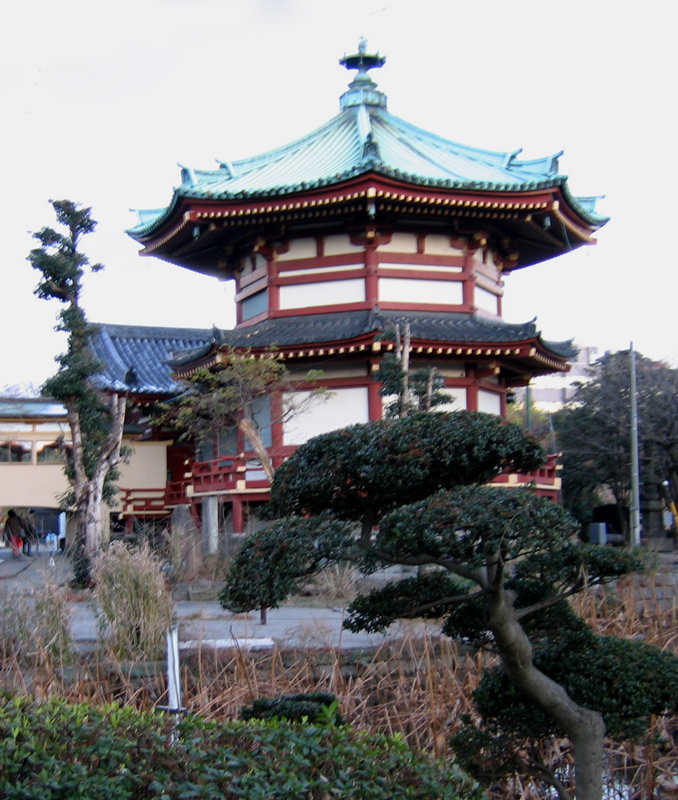
弁天堂
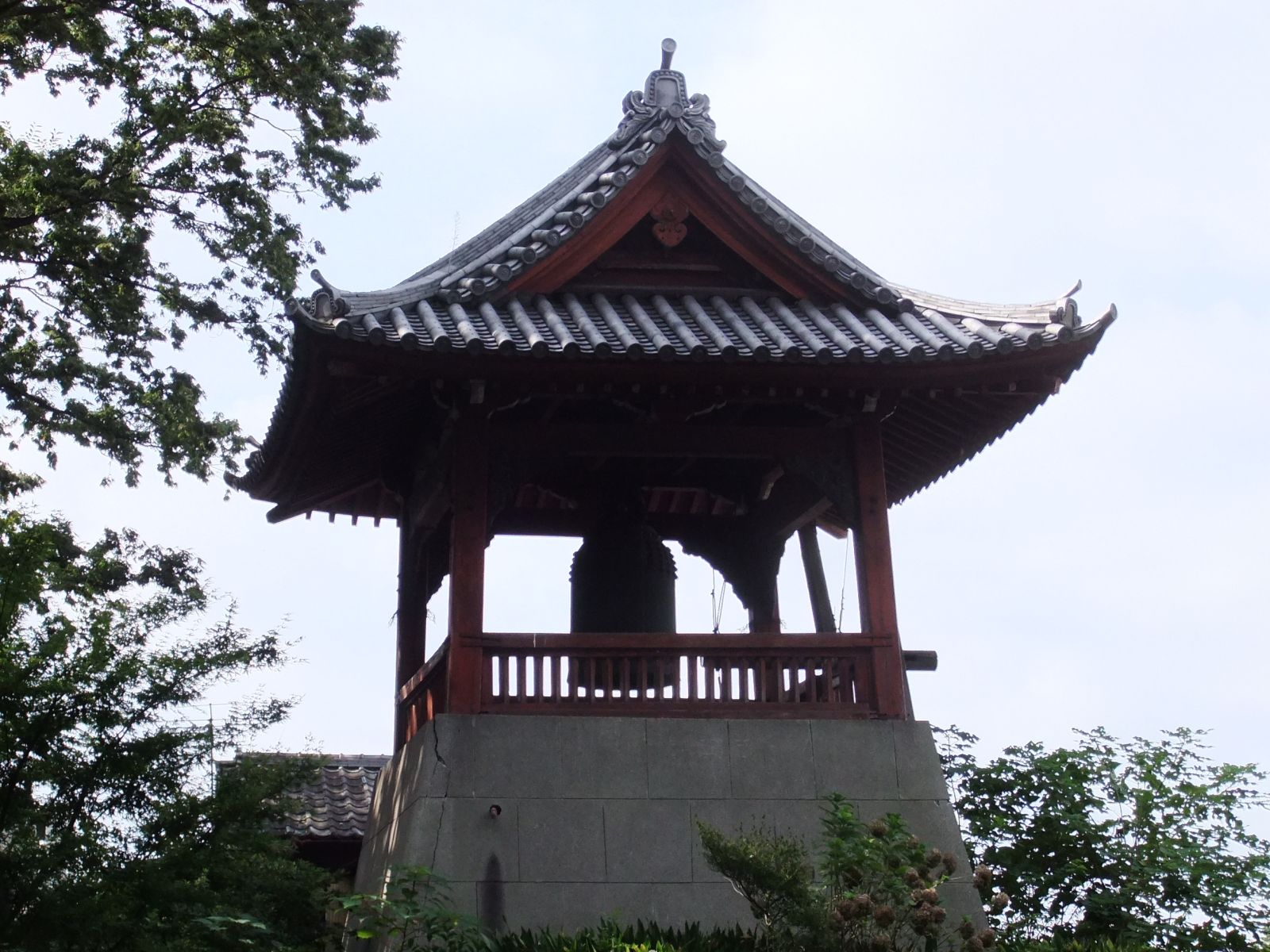
時の鐘
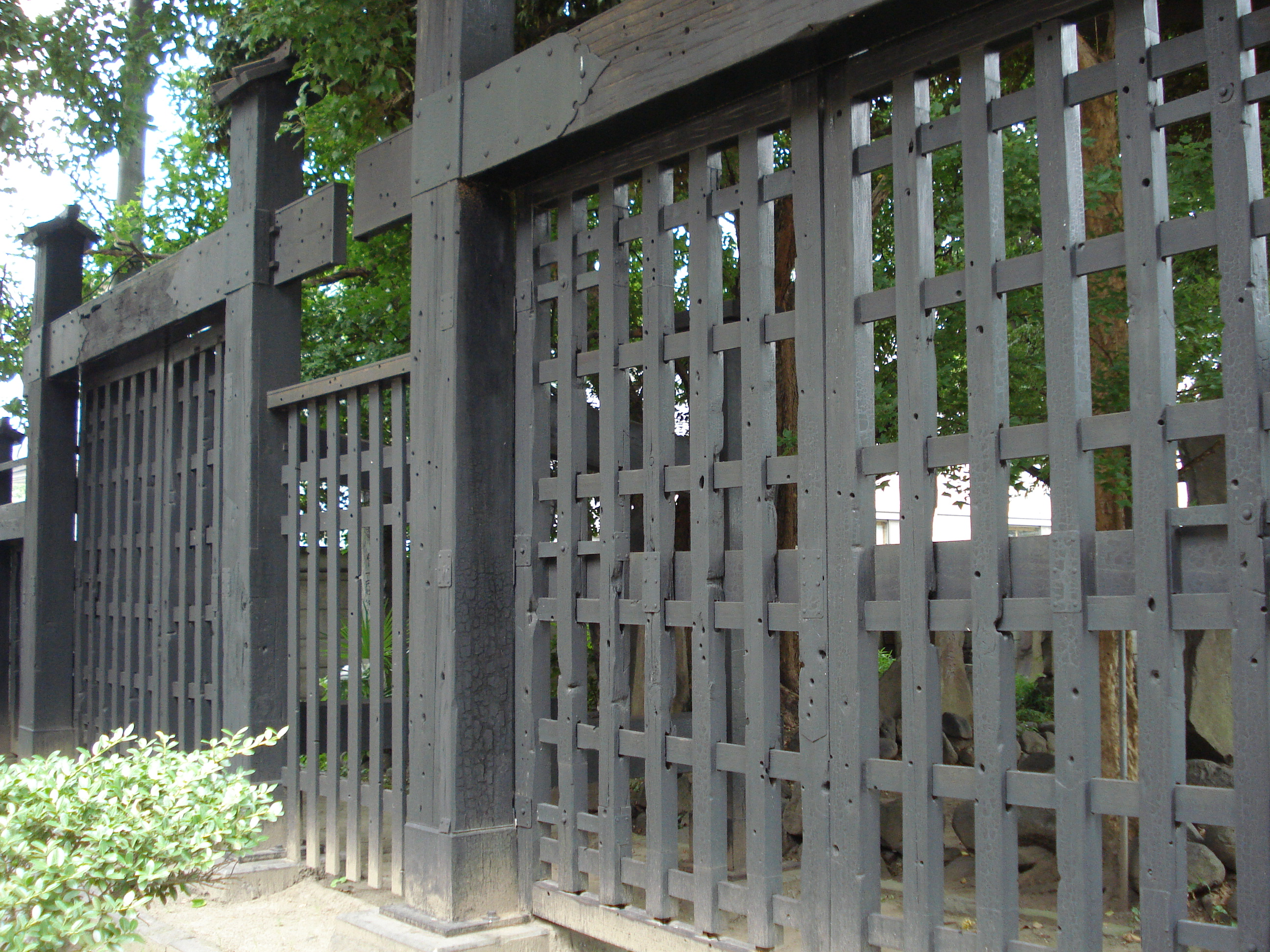
黒門（東京都荒川区・円通寺に移築）

### 子院
現在は、以下の19か院。
- 真如院
- 寒松院
- 林光院
- 吉祥院
- 泉龍院
- 修禅院
- 現龍院
- 見明院
- 福聚院
- 本覚院
- 元光院
- 東漸院
- 覚成院
- 春性院
- 等覚院

※以上15か院は、東京国立博物館東側に所在。
- 養寿院（寛永寺本堂裏手）
- 津梁院（寛永寺本堂裏手）
- 円珠院（東京芸術大学上野キャンパス音楽学部の西側）
- 護国院（東京芸術大学上野キャンパス美術学部に隣接）
  - 1927年（昭和2年）、東京市立二中（旧制第二東京市立中学校、現在の東京都立上野高等学校）の創立にあたり護国院境内地の大半を東京市立二中へ譲渡。

## 徳川家霊廟
東京国立博物館裏手の寛永寺墓地には、徳川将軍15人のうち6人（家綱、綱吉、吉宗、家治、家斉、家定）が眠っている。厳有院（家綱）霊廟と常憲院（綱吉）霊廟の建築物群は、旧国宝に指定された貴重な歴史的建造物で、戦前は東京の観光名所として知られていたが、東京大空襲で大部分を焼失。被災を免れた以下の建造物は現在重要文化財に指定されている。
- 厳有院霊廟勅額門、同水盤舎、同奥院唐門、同奥院宝塔
- 常憲院霊廟勅額門、同水盤舎、同奥院唐門、同奥院宝塔

## 渋沢家霊堂
渋沢家霊堂は、渋沢栄一の前妻・千代の17回忌にあわせて建てられたと伝えられている。霊堂は一般公開されていない。
いずれも寛永寺霊園内にあり（厳有院霊廟の勅額門は外の道路から見ることができる）、通常は一般公開されていないが、5名以上の団体に限り予約制で毎月3日間程度公開されている。また台東区役所が主催する特別公開が毎年秋に1日だけ行われている。

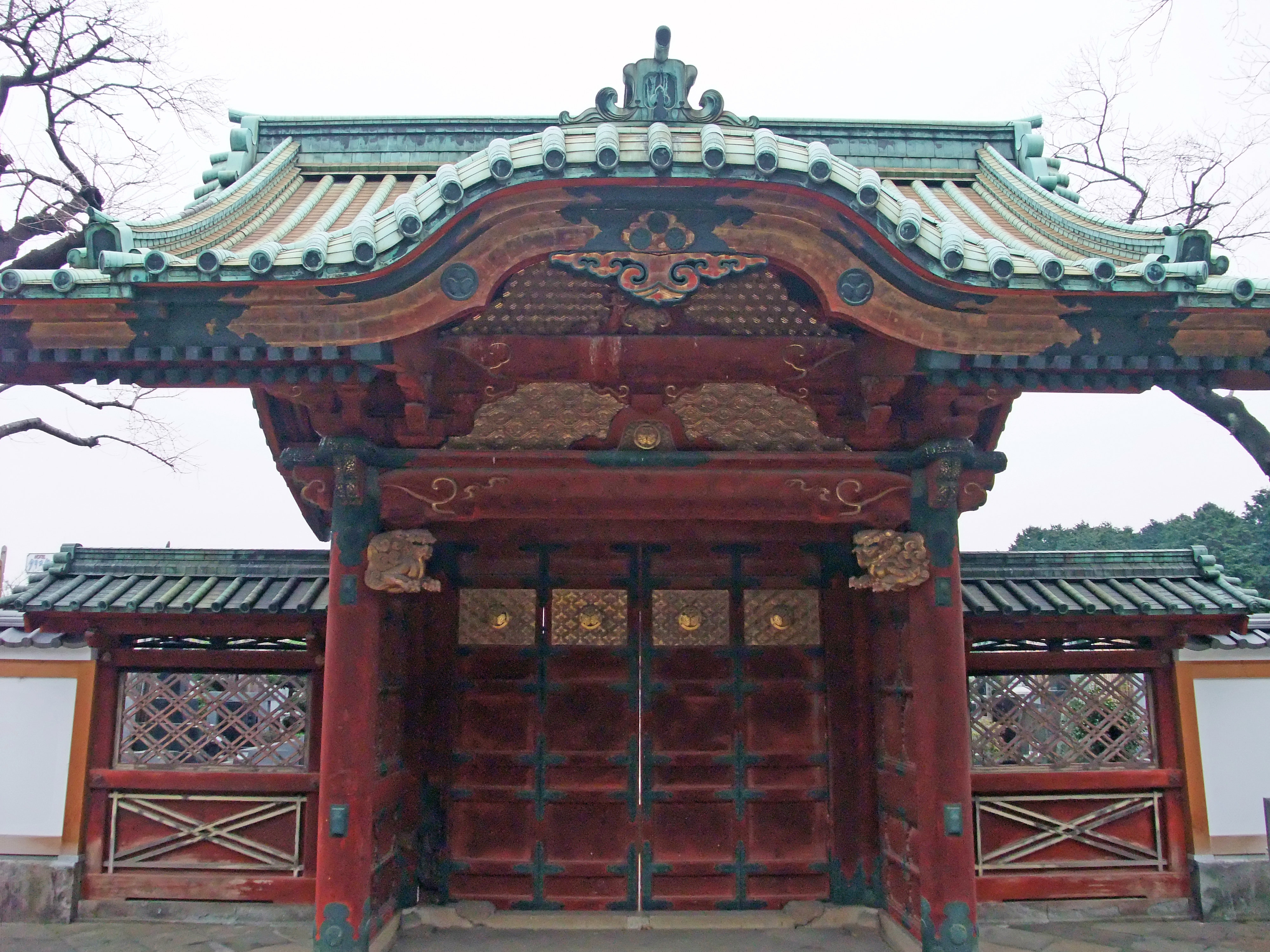
厳有院霊廟勅額門（重要文化財）
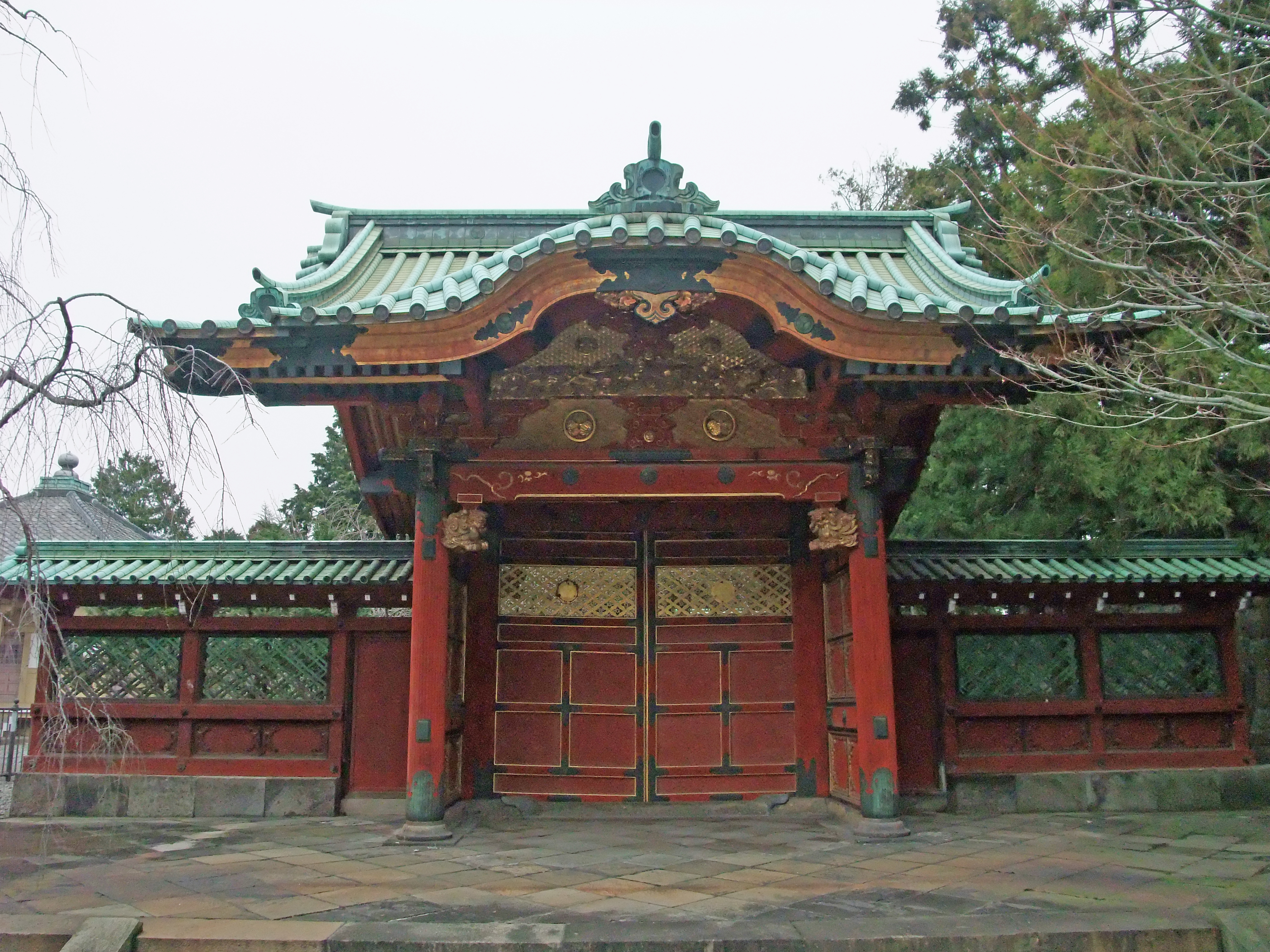
常憲院霊廟勅額門（重要文化財）
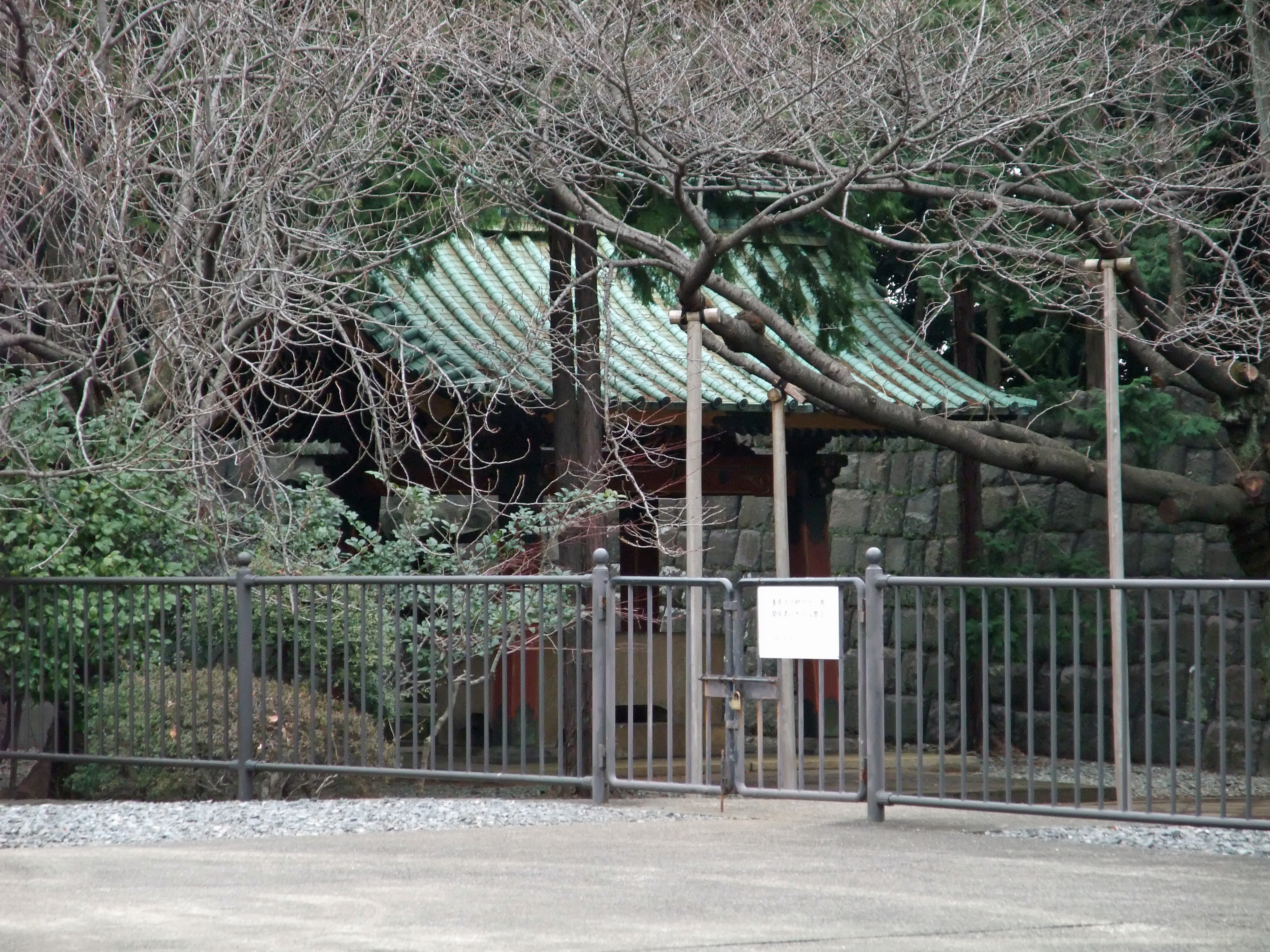
常憲院霊廟水盤舎（重要文化財）

## 文化財

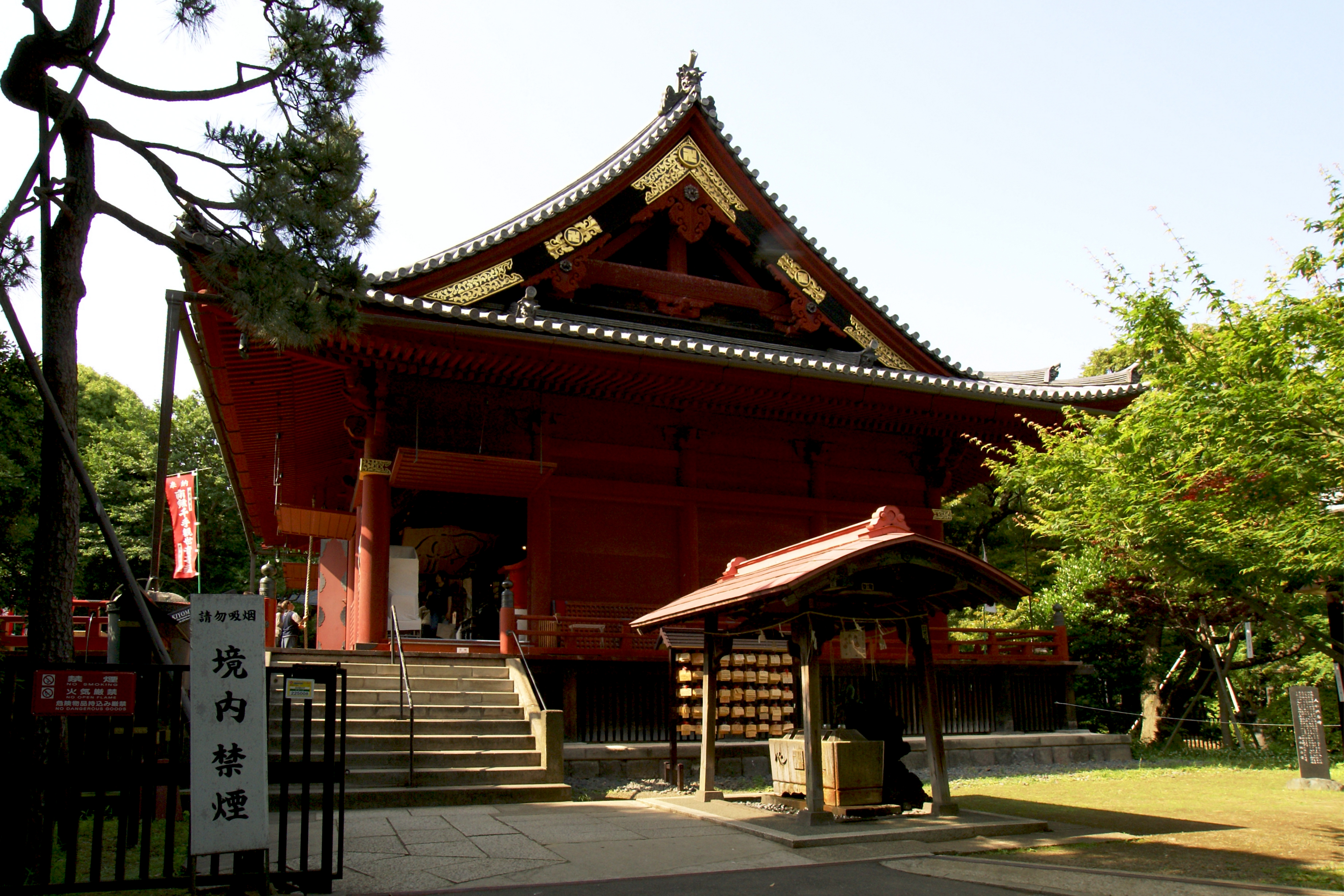
上野恩賜公園内の清水観音堂

### 重要文化財
- 清水堂（清水観音堂）
- 旧本坊表門（輪王寺所在）
- 厳有院霊廟（※印の物件は寛永寺でなく個人の所有）
  - 勅額門
  - 水盤舎　　
  - ※奥院唐門（銅造）　
  - ※奥院宝塔（銅造）
  - ※附:浚明院宝塔、文恭院宝塔（各石造）
- 常憲院霊廟（※印の物件は寛永寺でなく個人の所有）
  - 勅額門
  - 水盤舎
  - ※奥院唐門（銅造）
  - ※奥院宝塔（銅造）
  - ※附:有徳院宝塔、孝恭院宝塔、温恭院宝塔、天璋院宝塔（各石造）
- 木造薬師如来及両脇侍立像 - 本堂（根本中堂）に安置する秘仏本尊の薬師三尊像。中尊も含め、3体とも立像である点が珍しい。中尊と両脇侍は伝来を別にしており、中尊は滋賀県・石津寺から、両脇侍は山形県・立石寺から移されたもので、寛永寺の創建より古い平安時代の作である。本堂内は非公開で、夏場に檀家相手に1日だけ開扉するだけなので、一般拝観はできない（薬師三尊像は2006年3月28日 - 5月7日に東京国立博物館で開催された特別展「最澄と天台の国宝」に出展され、初めて一般公開された）。
- 絹本著色両界曼荼羅図 － 東京国立博物館に寄託。
- 天海版木活字 264,688箇 - 開山の天海が刊行した「天海版一切経」の印刷に使われたもの。2003年に重要文化財に指定。
- 旧寛永寺五重塔（所有者は東京都、恩賜上野動物園構内に所在）

### 登録有形文化財
- 渋沢家霊堂 - 1898年建立[8]
- 根本中堂
- 葵の間

### その他
- 算額　昭和42年5月　下平和夫奉納（非公開）

## 交通
- 根本中堂[9]：東京都台東区上野桜木1-14-11 （電車）JR山手線 鶯谷駅南口から徒歩で約10分（経路案内）。
敷地の入り口は、17時閉門。

## 関連文献
- 浦井正明『上野寛永寺将軍家の葬儀』（吉川弘文館、2007年）
- 浦井正明『「上野」時空遊行』（プレジデント社、2002年）
著者は寛永寺執事長、子院現龍院住職。寛永寺および上野の歴史研究者。
- 坂谷徹念「江戸の北極星信仰」（『歴史読本』59巻9号、2014年）242-243頁
- 坂谷徹念「地理情報サイトで検証」（『月刊地理』748号、2017年）112-113頁